# Бубельников, Павел Аронович
Па́вел Аро́нович Бубе́льников (род. 9 ноября 1944 года, Уральск) — российский дирижёр. Народный артист Российской Федерации (2005).

## Биография
Павел Аронович Бубельников родился 9 ноября 1944 года в Уральске в семье Арона Соломоновича Бубельникова, оперного дирижёра, профессора Ленинградской консерватории.
Окончил музыкальную школу-десятилетку Ленинградской консерватории по классу фортепиано Т. Румшевич. Поступил на фортепианный факультет Ленинградской консерватории к профессору П. А. Серебрякову, продолжил образование на факультете оперно-симфонического дирижирования у профессора И. А. Мусина.
Как дирижёр Малого театра оперы и балета освоил репертуар (с 1968 по 1993), включающий более 80 спектаклей. Вместе с режиссёром Александром Петровым организовал Государственный детский музыкальный театр «Зазеркалье» (1987), музыкальным руководителем и главным дирижёром которого является поныне. В «Зазеркалье» поставил «Медиум» Менотти, «Любовный напиток» Доницетти (в сезоне 1995—1996 удостоен петербургской театральной премии «Золотой софит»), «Историю солдата» Стравинского, «Ноев ковчег» Бриттена, «Богему» Пуччини, «Порги и Бесс» Гершвина, оперы петербургских композиторов.
Выступает как симфонический дирижёр с оркестрами Петербургской филармонии, Санкт-Петербургским государственным академическим, оркестрами Екатеринбурга, Кишинёва, Минска, Вильнюса, Харькова. Осуществил постановки «Трубадура» Верди в Тбилиси, «Медиума» Менотти в Бостоне и «Золушки» Прокофьева в Афинах. Гастролировал в Японии, Италии, Германии, США и других странах.
С 2005 года работает в качестве приглашённого дирижёра с труппой Мариинского театра.

### Роли в кино
- 1984: Перикола
- 2002: Дело о станционном смотрителе (12-я серия)
- 2002: Агентство «Золотая пуля» — Краснянский
- 2005: Пари — Алексей Петрович
- 2005: Sказка O Sчастье — Викентий
- 2006: Двое из ларца — адвокат Тальман
- 2006: Черногорские головоломки (фильм 6)
- 2007: Тени прошлого — Гамлет Шалвович
- 2007: Золото Наполеона (фильм № 1)

## Награды и признание
- Премия правительства Санкт-Петербурга — за развитие театра для детей (1996)
- Заслуженный деятель искусств Российской Федерации (1996)
- Народный артист Российской Федерации (2005)[3]
- «Золотая маска» (2009) как лучший дирижёр оперного спектакля («Золушка» Россини)
- «Приз Тальони»-лучший балетный дирижёр 2014, Берлин
- Лауреат премии «Легенда» (2019)